# Robert A. Heinlein
Robert Anson Heinlein (Butler, Missouri, 7. srpnja 1907. – Carmel, Kalifornija, 8. svibnja 1988.), američki književnik, jedan od najpopularnijih, najutjecajnijih i najkontroverznijih autora znanstvene fantastike. Postavio je visoke standarde po pitanju znanstvene i tehničke vjerodostojnosti te uvelike pridonio poboljšanju literarne kvalitete ovoga žanra. Prvi je pisac koji se čistom, neprilagođenom, znanstvenom fantastikom probio u časopise za široke mase (npr. u The Saturday Evening Post, krajem 1940-ih). Među prvima je bio autor bestselerske znanstvene fantastike romanskog tipa u modernom dobu masovnog tržišta. Heinlein, Isaac Asimov i Arthur C. Clarke su dugo godina bili poznati kao "Velika Trojka" znanstvene fantastike.
U svojim znanstvenofantastičnim pričama Heinlein je neprestano obrađivao prepoznatljive društvene teme: važnost individualne slobode i samopouzdanja, obveze pojedinaca prema društvu, utjecaj organizirane religije na kulturu i vlast, težnju društva da potiskuje nekonformističko razmišljanje. Također je ispitivao odnos između tjelesne i emotivne ljubavi, razmišljao o mogućnosti neortodoksnih obiteljskih veza i utjecaju putovanja u svemiru na ljudsku kulturu. Njegov inovativni, neortodoksni, pristup spomenutim temama doveo je do toga da su njegova djela nailazila na potpuno suprotna shvaćanja, pa su i žigosana međusobno proturječnim oznakama. Tako je, primjerice, njegov roman Zvjezdani jurišnici (Starship Troopers, 1959.) uvelike smatran zagovaranjem militarizma i kao da čak u sebi sadrži neke elemente fašizma, iako mnogi paragrafi u samoj knjizi kritiziraju neprilagodljivost i glupost čisto militarističkog načina mišljenja. S druge strane, zbog svoga romana Stranger in a Strange Land (Stranac u stranoj zemlji, 1961.) proglašen je zagovornikom seksualne revolucije i kontrakulture, a također mu se pripisuje da je ovom knjigom popularizirao koncept "poliamorije" (engl. polyamory), tj. odgovorne nemonogamije.
Heinlein je dobio četiri Nagrade Hugo za svoje romane. Nadalje, pedeset godina nakon objavljivanja tri su njegova djela dobila nagradu "Retro-Hugo", nagradu koja se dodjeljuje retraktivno za godine u kojima se nije dodjeljivala Nagrada Hugo. Također je prvi dobio nagradu Grand Master za životno djelo koju dodjeljuje Američko udruženje pisaca znanstvene fantastike.
Nakon Heinleinove smrti Virginia Heinlein, njegova supruga, objavila je zbirku njegove korespondencije i bilježaka, objedinjenih u neku vrst autobiografskog uvida u njegovu karijeru, pod naslovom: Grumbles from the Grave (Gunđanja iz groba, 1989).

## Život
Heinlein se rodio 7. srpnja 1907. od oca Rexa Ivara i majke Bam Lyle Heinlein u Butleru, savezna država Missouri. Djetinjstvo je proveo u Kansas Cityju u tradicionalnom okruženju. Diplomirao je na Američkoj pomorskoj akademiji 1929. i služio kao časnik u Američkoj ratnoj mornarici. 21. lipnja 1929. oženio se Eleanorom Curry, no taj je brak trajao samo oko godinu dana. 1931. godine služio je na brodu USS Lexington. U to je doba radio na radio-komunikacijama s nosačima zrakoplova, koje su tada bile tek u povojima. Kapetan plovila je bio Ernest King koji će kasnije, tijekom Drugog svjetskog rata, vršiti službu zapovjednika pomorskih operacija. Kasnije su vojni povjesničari često intervjuirali o Kingu i njegovoj službi zapovjednika prvog modernog nosača aviona Američke mornarice. S drugom se ženom, Leslyn Macdonald, vjenčao 1932. Leslyn je bila radikalna političarka, a Isaac Asimov je govorio kako mu je Heinlein kasnije rekao da je u tim godinama bio poput nje, "gorljivi liberal". Heinein je 1933-1934. služio na USS Roper-u i zaslužio čin poručnika. 1934. je otpušten iz Mornarice zbog plućne tuberkuloze.
Tijekom dugotrajnog boravka u bolnici razvio je ideju o vodenom krevetu, a detaljni opisi ovoga izuma u trima njegovim knjigama kasnije su spriječili druge u pokušajima da ga patentiraju. Vojska je također imala velik utjecaj na Heinleina; cijeloga je života čvrsto vjerovao u lojalnost, vodstvo i druge uz vojsku vezane ideale.
Nakon otpusta Heinlein je nekoliko tjedana pohađao postdiplomski studij iz matematike i fizike na Kalifornijskom sveučilištu u Los Angelesu, no odustao je bilo zbog lošeg zdravlja bilo zbog toga što se želio uključiti u politički život.
Zarađivao je za život radeći štošta, uključujući prodaju nekretnina i rudarenje srebra. Novca mu je, ipak, uvijek nedostajalo. Heinlein je početkom 1930-ih godina bio aktivan u socijalističkom Pokretu za iskorjenjivanje siromaštva u Kaliforniji na čelu s Uptonom Sinclairom. Kada je Demokratska stranka 1934. Uptona kandidirala za guvernera Kalifornije, Heinlein je bio aktivan u ipak neuspješnoj kampanji. Sam se Heinlein 1938, također bez uspjeha, kandidirao za zastupnika u Kalifornijskoj državnoj skupštini. Poslije je Heinlein tajio svoju socijalističku prošlost. O svojim je iskustvima s politikom pisao suzdržljivo, često pod velom fikcionalizacije. 1954. je napisao: "...mnogi su Amerikanci... naglas tvrdili kako je McCarthy stvorio 'vladavinu straha'. Jeste li vi uplašeni? Ja nisam, a ja iza sebe imam mnogo političke aktivnosti koja je dobrano ulijevo od pozicije na kojoj je senator McCarthy."
Iako nakon kampanje nije bio potpuno bez novca - od Mornarice je primao nešto invalidnine - Heinlein se okrenuo pisanju da bi otplatio hipoteku (moguće je da se radi o njegovoj kući na adresi: 8777 Lookout Mountain Avenue, Los Angeles, koju spominje u djelu And He Built a Crooked House (I napravi krivu kuću), pa je 1939. "Life-Line",  prva njegova objavljena priča, tiskana u časopisu Astounding Science-Fiction. Ubrzo je priznat kao predvodnik novoga pokreta za "društvenu" znanstvenu fantastiku. Tijekom Drugog svjetskog rata za Mornaricu je radio na zračnom inženjeringu, u tu svrhu novačeći Isaaca Asimova i L. Sprague de Camp-a da s njim rade u Filadelfijskom brodogradilištu Ratne mornarice.
Kako se rat 1945. bližio kraju, Henlein je počeo razmišljati o svojoj karijeri. Bacanje atomskih bombi na Hiroshimu i Nagasaki, kao i izbijanje hladnog rata, stimulirali su ga da piše nefikcionalna djela političke tematike; usto se također želio probiti na isplativije tržište. U novinama The Saturday Evening Post objavio je četiri utjecajne priče, počevši u veljači 1947. s pričom "The Green Hills of Earth" ("Zeleni brežuljci Zemlje"), i time je postao prvi pisac znanstvene fantastike koji je uspio izići iz "geta jeftinih tiskanica" (engl. "pulp ghetto"). 1950. je godine Destination Moon (Odredište Mjesec) - film s elementima dokumentarca za koji je Heinlein napisao priču i scenarij, bio koautor teksta i izumio velik dio efekata - dobio Oskara za specijalne efekte. Najvažnije od svega, započeo je niz romana za mlade za Izdavačku kuću Scribner's koji će se protegnuti kroz cijele 1950-e.
Od druge se žene Heinlein razveo 1947. godine, a sljedeće se vjenčao s Virginijom "Ginny" Gerstenfeld, s kojom će ostati vjenčan do smrti, četrdeset godina kasnije. Uskoro zatim, par se preselio u Kolorado, no kako je 1965. velika nadmorska visina naškodila Heinleinovoj supruzi, preselili su se u Bonny Doon, Kalifornija.
Ginny je bez sumnje poslužila kao kao model za mnoge njegove inteligentne, neustrašivo samostalne ženske likove. Između 1953. i 1954. Heinleinovi su putovali svijetom (većinom prekooceanskim brodom), što je Heinlein opisao u djelu Tramp Royale, a to je također dalo dosta materijala za podlogu znanstvenofantastičnih romana čija je radnja smještena na svemirskom brodu, kao što je primjerice Podkayne of Mars. Asimov je smatrao da je Heinlein napravio drastičan zaokret udesno (u političkom smislu) kada se vjenčao s Ginny. Par je 1958. osnovao Ligu Patricka Henryja i 1964. sudjelovao u izbornoj kampanji Barryja Goldwatera, a Tramp Royale sadrži dvije poprilično duge apologije McCarthyjevih saslušanja. Međutim, moguće je da ova predodžba o drastičnoj promjeni političke orijentacije izvire iz tendencije da se pravi pogreška pri smještanju "slobodnjaštva" (engl. libertarianism) na tradicionalni lijevo-desni spektar američke politike. Ovomu je vjerojatno pridonijela Heinleinova neortodoksnost i nevoljskost da ga se smjesti u bilo koju ideologiju (uključujući slobodnjaštvo). Dokaz Ginnyjinog utjecaja očevidniji je pak u književnosti i znanosti. Prva je čitala njegove rukopise, te je imala reputaciju boljeg inženjera od samog Heinleina.
Heinleinovi romani za mlade (tzv. Heinlein juveniles) bi mogli biti njegovo najvažnije djelo, koje je stvorilo publiku znanstveno i društveno svjesnih odraslih osoba. U svojim se serijalima bavio aktualnim pitanjima, no 1959. je uredništvo Scribner's-a njegove Zvjezdane jurišnike (Starship Troopers) ocijenila isuviše kontroverznim za njihov ugled i odmah ih odbacilo. Heinlein se osjetio oslobođenim spona pisanja za djecu i počeo pisati "svoje stvari, na svoj način", i pojavio se s nizom izazovnih knjiga koje su proširile horizonte znanstvene fantastike. Tu spada Stranac u stranoj zemlji (Stranger in a Strange Land), njegovo najpoznatije djelo (1961), i Luna je okrutna ljubavnica (The Moon Is a Harsh Mistress, 1966).
Počevši 1970. godine zadesio ga je niz zdravstvenih kriza, čemu je doprinio i iscrpljujući klesarski hobi. Desetljeće je počelo po život opasnim peritonitisom od kojeg se oporavljao više od dvije godine. No, čim je ozdravio dovoljno da može pisati, počeo je rad na knjizi Time Enough for Love (Vrijeme dovoljno za ljubav, 1973), u kojoj je po prvi put spomenuo mnoge teme koje će se kasnije provlačiti kroz njegova djela.
Sredinom 1970-ih napisao je dva članka za Britannica Compton Yearbook. On i Ginny su prešli Sjedinjene Države uzduž i poprijeko pomažući pri reorganizaciji doniranja krvi, a 1976. po treći je put bio počasni gost Worldcon-a na MidAmeriCon-u u Kansas Cityju (Missouri). Tijekom odmora na Tahitiju početkom 1978. pretrpio je blagi moždani udar. Tijekom sljedeća četiri mjeseca sve je više bio iscrpljen, pa mu je zdravlje ponovno počelo slabjeti. Ustanovilo se da je problem u zakrčenoj karotidnoj arteriji, pa mu je među prvima ugrađena karotidna premosnica. I Heinlein i Virginia su bili pušači; pušenje se često javlja u njegovoj fantastici, kao i zapanjujuće samopripaljujuće cigarete. Također je pred jednim združenim parlamentarnim povjerenstvom svjedočio o svom uvjerenju da su sporedna saznanja koja dobivamo iz svemirskih istraživanja od velike koristi onemoćalima i starcima. Operativni su zahvati Heinleinu povratili energiju, pa je od 1980. do smrti napisao pet romana. Umro je u snu 8. svibnja 1988. godine.
U to je vrijeme sabirao rane bilješke za još jedan roman iz serijala World as Myth (Svijet kao mit). Nekoliko je njegovih djela objavljeno postumno.

## Djela

### Romani
Romani označeni sa zvjezdicom * smatraju se lakom/zabavnom literaturom, no neka djela nije lako kategorizirati

#### Rani romani
- For Us, The Living: A Comedy of Customs (1939., objavljen posmrtno 2003.)
- Beyond This Horizon (1942.)
- Rocket Ship Galileo (1947.) *
- Space Cadet (1948.) *
- Red Planet (1949.) *
- Sixth Column (1949, objavljen i pod naslovom The Day After Tomorrow)
- Farmer in the Sky (1950.; Retro Hugo Award, 1951) *
- Between Planets (1951.) *
- The Puppet Masters (1951, ponovno objavljen poslije smrti autora 1990. godine u dopunjenom obliku)
- The Rolling Stones iliti Space Family Stone (1952.) *
- Starman Jones (1953.) *
- The Star Beast (1954.) *
- Tunnel in the Sky (1955.) *
- Variable Star (postumno sa Spiderom Robinsonom, 1955. i 2006)
- Double Star, (1956., Hugo Award 1956.)
- Time for the Stars (1956) *
- Građanin galaksije (Citizen of the Galaxy, 1957.) *
- Vrata u ljeto (The Door into Summer, 1957)
- Have Space Suit—Will Travel (1958.) *
- Metuzalemova djeca (Methuselah's Children, 1958)
- Zvjezdani jurišnici (Starship Troopers, 1959.; Hugo Award 1960) *

#### Zreliromani
- Stranger in a Strange Land (1961.; Hugo Award, 1962)
- Podkayne of Mars (1963.) *
- Glory Road (1963)
- Farnham's Freehold (1965.)
- Luna je okrutna ljubavnica (The Moon Is a Harsh Mistress, 1966.; Hugo Award 1967)
- I Will Fear No Evil (1970.)
- Time Enough for Love (1973.)

#### Kasni romani
- Broj Zvijeri (The Number of the Beast, 1980.)
- Petak (Friday, 1982.)
- Job: A Comedy of Justice (1984.)
- Mačka koja hoda kroz zidove (The Cat Who Walks Through Walls, 1985.)
- Ploviti onkraj obzora (To Sail Beyond the Sunset, 1987.)

## Vanjske poveznice
|  | Zajednički poslužitelj ima stranicu o temi Robert A. Heinlein    |
|  | Zajednički poslužitelj ima još gradiva o temi Robert A. Heinlein |

- The Heinlein Society
- The Robert A. and Virginia Heinlein Prize